# Montealegre (São Tomé e Príncipe)
Montealegre é uma aldeia . Encontra-se nas proximidades do Morro Iõla e do Morro Fundão.